# Argumento ad conditionallis
El argumento ad conditionallis es un tipo de falacia en el que el fundamento o prueba del argumento está condicionado. Sin embargo, el argumento no puede ser probado, ya que el hecho no existe. Se caracterizan por estar acompañados de verbos conjugados en el tiempo condicional, como sería o habría. Es común verlos en los títulos de los periódicos o diarios, y el principal recurso es la especulación.